# Agylla marginata
Agylla marginata là một loài bướm đêm thuộc phân họ Arctiinae, họ Erebidae.